# Các chỉ số kinh tế Thái Lan

## Nét đặc trưng
Từ năm 1999, kinh tế Thái Lan đã có dấu hiệu phục hồi với tốc độ tăng trưởng kinh tế nằm trong khoảng 4,4% và 6,2% (2004). Năm 2005 GDP tăng trưởng 4,5%. Những nguyên nhân chính như giá dầu tăng vọt, nạn sóng thần ảnh hưởng lên ngành du lịch và hạn hán đã kìm hãm quá trình phục hồi kinh tế. Dù vậy, sự bất ổn chính trị do cuộc đảo chính tháng 9 năm 2006 đã làm cho tốc độ tăng trưởng kinh tế trong quý IV chỉ còn 0,7%.
Chỉ số lạm phát của đồng baht là 1,8% năm 2003.
GDP của Thái Lan năm 2002 là 107,2 tỷ euro, theo đầu người là 1.700 euro; và tỷ trọng các ngành kinh tế:
- 47.7% Dịch vụ
- 43.3% Công nghiệp
- 10% Nông nghiệp và Ngư nghiệp

Dù chỉ chiếm tỷ trọng nhỏ trong cơ cấu GDP nhưng nông nghiệp vẫn là lĩnh vực thu hút nhiều lao động nhất và chiếm vị trí quan trọng trong xã hội. Số người lao động vào năm 2001 là 37,2 triệu, phân bố theo từng lĩnh vực:
- 49% nông và ngư nghiệp
- 14% công nghiệp
- 37% dịch vụ

Tỷ lệ thất nghiệp là 1.5%. 
Trong 163 nước được điều tra thì Thái Lan xếp thứ 65 về tham nhũng. (2005: 59/159; 2004: 64/146; 2003: 75/133; 2002: 64/102; 2001: 62/92).

### Chi tiêu chính phủ
Giữa 1992 và 2000, ngân sách được chi tiêu cho các mục đích:
- Y tế 6%
- Giáo dục 17%
- Quốc phòng 7%

Chi tiêu chính phủ Thái Lan năm 2000 là 18,375 tỷ euro, thu nhập từ thuế là 16.3 tỷ euro.

### Các chỉ số kinh tế
Các chỉ số kinh tế chính nói lên sự phát triển của GDP, lạm phát, chi tiêu chính phủ và ngoại thương trong những năm gần đây:
| So sánh tổng sản phẩm quốc nội | So sánh tổng sản phẩm quốc nội | So sánh tổng sản phẩm quốc nội | So sánh tổng sản phẩm quốc nội | So sánh tổng sản phẩm quốc nội | So sánh tổng sản phẩm quốc nội | So sánh tổng sản phẩm quốc nội | So sánh tổng sản phẩm quốc nội | So sánh tổng sản phẩm quốc nội | So sánh tổng sản phẩm quốc nội | So sánh tổng sản phẩm quốc nội |
| trên đơn vị % của năm trước đó | trên đơn vị % của năm trước đó | trên đơn vị % của năm trước đó | trên đơn vị % của năm trước đó | trên đơn vị % của năm trước đó | trên đơn vị % của năm trước đó | trên đơn vị % của năm trước đó | trên đơn vị % của năm trước đó | trên đơn vị % của năm trước đó | trên đơn vị % của năm trước đó | trên đơn vị % của năm trước đó |
| ------------------------------ | ------------------------------ | ------------------------------ | ------------------------------ | ------------------------------ | ------------------------------ | ------------------------------ | ------------------------------ | ------------------------------ | ------------------------------ | ------------------------------ |
| Năm                            | 1998                           | 1999                           | 2000                           | 2001                           | 2002                           | 2003                           | 2004                           | 2005                           | 2006                           | 2007                           |
| % khác với năm trước.          | -10,4                          | 4,4                            | 4,8                            | 2,2                            | 5,3                            | 6,9                            | 6,2                            | 4,5                            | ~ 4,5                          | ~ 5                            |
| Quelle: bfai                   | Quelle: bfai                   | Quelle: bfai                   | Quelle: bfai                   | Quelle: bfai                   | Quelle: bfai                   | Quelle: bfai                   | Quelle: bfai                   | Quelle: bfai                   | ~ = geschätzt                  | ~ = geschätzt                  |

| Năm                  | 2004 | 2005 | 2006 | Năm                          | 2004 | 2005 | 2006 |
| Tuyệt đối (tỷ đô la) | 162  | 173  | 195  | theo đầu người (nghìn đô la) | 2,5  | 2,7  | 3,0  |
| Quelle: bfai         |      |      |      |                              |      |      |      |

| Sự phát triển của lạm phát | Sự phát triển của lạm phát | Sự phát triển của lạm phát | Sự phát triển của lạm phát | Sự phát triển của lạm phát | Sự phát triển thâm hụt ngân sách                                    | Sự phát triển thâm hụt ngân sách                                    | Sự phát triển thâm hụt ngân sách                                    | Sự phát triển thâm hụt ngân sách                                    | Sự phát triển thâm hụt ngân sách                                    |
| theo % so với năm trước    | theo % so với năm trước    | theo % so với năm trước    | theo % so với năm trước    | theo % so với năm trước    | theo % tổng sản phẩm quốc nội (dấu trừ biểu thị thâm hụt ngân sách) | theo % tổng sản phẩm quốc nội (dấu trừ biểu thị thâm hụt ngân sách) | theo % tổng sản phẩm quốc nội (dấu trừ biểu thị thâm hụt ngân sách) | theo % tổng sản phẩm quốc nội (dấu trừ biểu thị thâm hụt ngân sách) | theo % tổng sản phẩm quốc nội (dấu trừ biểu thị thâm hụt ngân sách) |
| -------------------------- | -------------------------- | -------------------------- | -------------------------- | -------------------------- | ------------------------------------------------------------------- | ------------------------------------------------------------------- | ------------------------------------------------------------------- | ------------------------------------------------------------------- | ------------------------------------------------------------------- |
| Năm                        | 2003                       | 2004                       | 2005                       | 2006                       | Năm                                                                 | 2003                                                                | 2004                                                                | 2005                                                                | 2006                                                                |
| Lạm phát                   | 1,8                        | 2,8                        | 4,5                        | ~ 5                        | Thâm hụt ngân sách                                                  | -2,2                                                                | 0,6                                                                 | -0,3                                                                | 0,0                                                                 |
| Quelle: bfai               | Quelle: bfai               | Quelle: bfai               | Quelle: bfai               | Quelle: bfai               | Quelle: bfai                                                        | Quelle: bfai                                                        | Quelle: bfai                                                        | ~ = geschätzt                                                       | ~ = geschätzt                                                       |

| Đối tác thương mại (2005) | Đối tác thương mại (2005) | Đối tác thương mại (2005) | Đối tác thương mại (2005) |
| Xuất khẩu (%)             | Xuất khẩu (%)             | Nhập khẩu theo tỷ lệ %    | Nhập khẩu theo tỷ lệ %    |
| ------------------------- | ------------------------- | ------------------------- | ------------------------- |
| Mỹ                        | 15,4                      | Nhật Bản                  | 22,0                      |
| Nhật Bản                  | 13,7                      | Trung Quốc                | 9,4                       |
| Trung Quốc                | 8,3                       | Mỹ                        | 7,3                       |
| Singapore                 | 6,8                       | Malaysia                  | 6,9                       |
| Hongkong                  | 5,6                       | Singapore                 | 4,9                       |
| Malaysia                  | 5,2                       | Đài Loan                  | 3,8                       |
| Indonesia                 | 3,6                       | Hàn Quốc                  | 3,3                       |
| Các nước khác             | 41,4                      | Các nước khác             | 42,4                      |
| Khối EU                   | 14,5                      | Khối EU                   | 9,8                       |
| Quelle: bfai              |                           |                           |                           |

| Sản phẩm thương mại chính (2005) | Sản phẩm thương mại chính (2005) | Sản phẩm thương mại chính (2005) | Sản phẩm thương mại chính (2005) |
| Xuất khẩu (%)                    | Xuất khẩu (%)                    | Nhập khẩu (theo tỷ lệ %)         | Nhập khẩu (theo tỷ lệ %)         |
| -------------------------------- | -------------------------------- | -------------------------------- | -------------------------------- |
| Máy móc và ô tô                  | 45,3                             | Máy móc và ô tô                  | 40,1                             |
| Sơ chế phẩm và phụ kiện          | 16,5                             | Sản phẩm hoàn thiện              | 18,9                             |
| Lương thực, thực phẩm            | 11,4                             | Dầu và chất đốt                  | 17,6                             |
| Quelle: bfai                     |                                  |                                  |                                  |

| Sự phát triển của ngoại thương               | Sự phát triển của ngoại thương               | Sự phát triển của ngoại thương               | Sự phát triển của ngoại thương               | Sự phát triển của ngoại thương               | Sự phát triển của ngoại thương               | Sự phát triển của ngoại thương               | Sự phát triển của ngoại thương               | Sự phát triển của ngoại thương               |
| theo tỷ đô la và % thay đổi so với năm trước | theo tỷ đô la và % thay đổi so với năm trước | theo tỷ đô la và % thay đổi so với năm trước | theo tỷ đô la và % thay đổi so với năm trước | theo tỷ đô la và % thay đổi so với năm trước | theo tỷ đô la và % thay đổi so với năm trước | theo tỷ đô la và % thay đổi so với năm trước | theo tỷ đô la và % thay đổi so với năm trước | theo tỷ đô la và % thay đổi so với năm trước |
| -------------------------------------------- | -------------------------------------------- | -------------------------------------------- | -------------------------------------------- | -------------------------------------------- | -------------------------------------------- | -------------------------------------------- | -------------------------------------------- | -------------------------------------------- |
|                                              | 2003                                         | 2003                                         | 2004                                         | 2004                                         | 2005                                         | 2005                                         | 2006                                         | 2006                                         |
|                                              | Tỷ đô la                                     | % so với năm trước.                          | Tỷ đô la                                     | % so với năm trước.                          | Tỷ đô la                                     | % so với năm trước.                          | Tỷ đô la                                     | % so với năm trước.                          |
| Nhập khẩu                                    | 75                                           | 17                                           | 94                                           | 25                                           | 118                                          | 26                                           | ??                                           | ??                                           |
| Xuất khẩu                                    | 80                                           | 16                                           | 97                                           | 21                                           | 111                                          | 12                                           | ??                                           | ??                                           |
| Cán cân thương mại                           | 5,0                                          |                                              | 2,5                                          |                                              | -7,3                                         |                                              | ??                                           |                                              |
| Quelle: bfai                                 |                                              |                                              |                                              |                                              |                                              |                                              |                                              |                                              |